# مخيم الوحدات
مخيم الوحدات هو أكبر مخيم لجوء فلسطيني. يقع في العاصمة الأردنية عمان في منطقة الوحدات. يقدر عدد سكانه بحوالي 70 ألف نسمة حسب بعض التقديرات غير الرسمية. يسمى أيضا بـمخيم عمان الجديد ومخيم عمان الجنوبي. لا تزيد مساحة المخيم عن 5 كيلومتر مربع . المخيم هو واحد من 10 مخيمات للجوء الفلسطيني في الأردن، ويشتهر بنشاطاته الثقافية والشعبية والرياضية عبر نادي الوحدات.

## أعلام
- نهاد عوض